# Ryūji Imada
Ryūji Imada (jap. 今田 竜二, Imada Ryūji; * 19. Oktober 1976 in Mihara, Präfektur Hiroshima) ist ein, in den USA lebender, japanischer Berufsgolfer der PGA TOUR.
Im Alter von 14 Jahren zog Imada nach Tampa, Florida. Er hatte eine starke Amateurkarriere mit einigen wertvollen Turniersiegen und dem Einzug ins Finale der U.S. Amateur Public Links Meisterschaften. Imada besuchte die University of Georgia und wurde dann 1999 Berufsgolfer. Bis 2004 bespielte er die Nationwide Tour, errang zwei Siege, und qualifizierte sich mit einem dritten Platz in der Jahreswertung 2004 für die PGA TOUR. In seiner ersten Saison auf der großen Turnierserie gelang ihm ein fünfter Platz und Imada erspielte genügend Preisgeld, um die Teilnahmeberechtigung für 2006 zu halten.
Bei den US Open 2006 war Imada in den Finalrunden mit 69 bzw. 71 Schlägen insgesamt der Beste des Feldes und erreichte schließlich – mit nur vier Schlägen Rückstand – den beachtlichen 12. Rang. Damit ist er für die nächsten US Open vorweg qualifiziert.
Nach seinem ersten Sieg auf der PGA Tour im Mai 2008 beim AT&T Classic stieß Imada in die Top 50 der Golfweltrangliste vor, was ihm die Startberechtigung bei Majors und den hochdotierten Events der World-Golf-Championships-Turnierserie zusichert.

## PGA Tour Siege
- 2008 AT&T Classic

## Nationwide Tour Siege
- 2000 BUY.COM Virginia Beach Open
- 2004 BMW Charity Pro-Am at The Cliffs

## Teilnahmen an Mannschaftswettbewerben
- World Cup: 2008, 2009

## Resultate bei Major Championships
| Tournament        | 2000 | 2001 | 2002 | 2003 | 2004 | 2005 | 2006 | 2007 | 2008 | 2009 |
| ----------------- | ---- | ---- | ---- | ---- | ---- | ---- | ---- | ---- | ---- | ---- |
| Masters           | DNP  | DNP  | DNP  | DNP  | DNP  | DNP  | DNP  | DNP  | DNP  | T20  |
| US Open           | CUT  | DNP  | DNP  | DNP  | DNP  | T15  | T12  | CUT  | T18  | CUT  |
| Open Championship | DNP  | DNP  | DNP  | DNP  | DNP  | DNP  | DNP  | DNP  | CUT  | 64   |
| PGA Championship  | DNP  | DNP  | DNP  | DNP  | DNP  | DNP  | DNP  | CUT  | CUT  | CUT  |

| Tournament        | 2010 | 2011 | 2012 | 2013 |
| ----------------- | ---- | ---- | ---- | ---- |
| Masters           | DNP  | DNP  | DNP  | DNP  |
| US Open           | DNP  | DNP  | DNP  | DNP  |
| Open Championship | DNP  | DNP  | DNP  | DNP  |
| PGA Championship  | DNP  | CUT  | DNP  |      |

DNP = nicht teilgenommen

CUT = Cut nicht geschafft

„T“ geteilte Platzierung

Grüner Hintergrund für Siege

Gelber Hintergrund für Top 10